# Plungė
Plungė ( escoltar (?·pàg.)) és la capital del districte municipal de Plungė en el comtat de Telšiai (Lituània). Està situada a 27 km a l'oest de la ciutat de Telšiai, al costat de la carretera Šiauliai-Klaipėda.
Hi ha una església catòlica, el palau d'Oginskiai, un parc, un museu d'art, la plaça de la ciutat antiga. Prop a Plungė es troba la Presa de Gondinga. Posseeix una fàbrica de palets de cranc que exporta a molts països d'Europa.

## Història
Es creu que en el territori que es troba va ser habitat entre els segles V i I abans de Crist. Després del Tractat de Melno es va iniciar una repoblació per establir-se en els boscos de Samogítia. Des del segle xiv fins a mitjan segle xvi, Plungė va formar part del volost de Gandinga. Més tard, la població de Plungė va començar a créixer molt ràpidament i va superar la població de Gandinga. El 1567 Plungė va ser esmentat com un poble.
El 13 de gener de 1792, se li va concedir a Plungė els drets de Magdeburg. Des de 1806 fins a 1873 va pertànyer al príncep rus Platon Zybov, i més tard a la família Oginskiai, que va construir un gran palau el 1879. Abans de la Segona Guerra Mundial tenia una població jueva força important.
L'escut d'armes de Plungė va ser confirmat per decret del president el 6 de juny de 1997. El 2009 va ser escollida com Capital Lituana de la Cultura.

## Ciutats agermanades
| - Krasnogorsk, Rússia - Menden, Alemanya - Bjerkreim, Noruega | - Boxholm, Suècia - Viljandi, Estònia - Tukums, Letònia | - Golub-Dobrzyń, Polònia - Bruntál, República Txeca - Huddersfield, Anglaterra |